# 薄酒萊葡萄酒

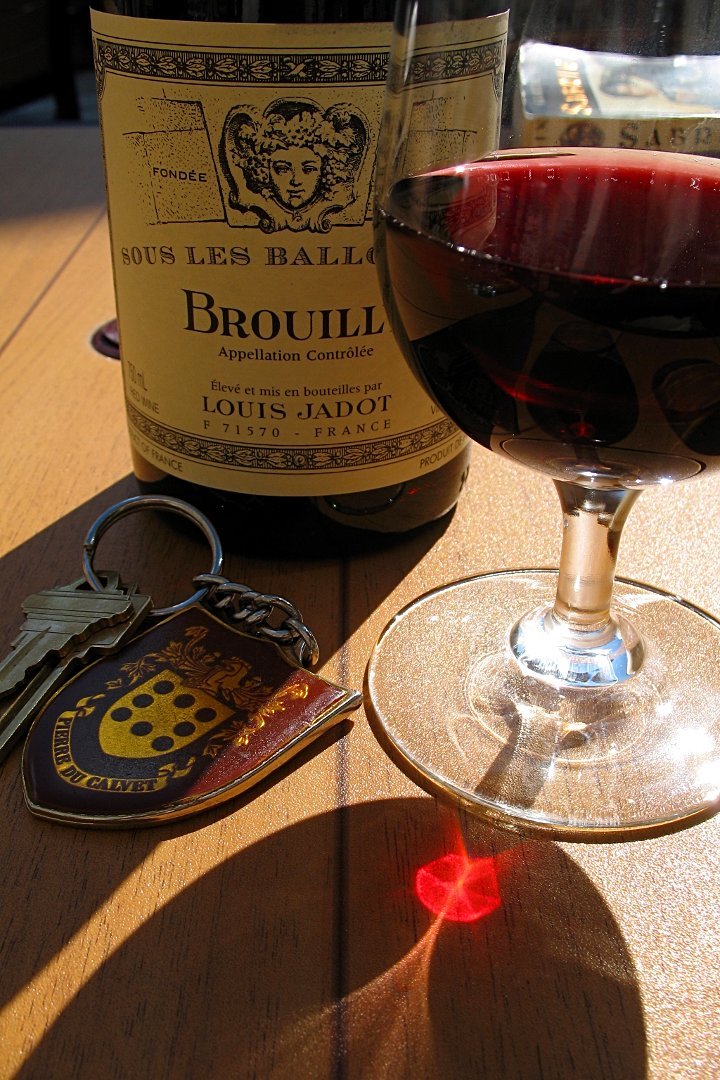
来自布鲁依（Brouilly）的Cru Beaujolais.

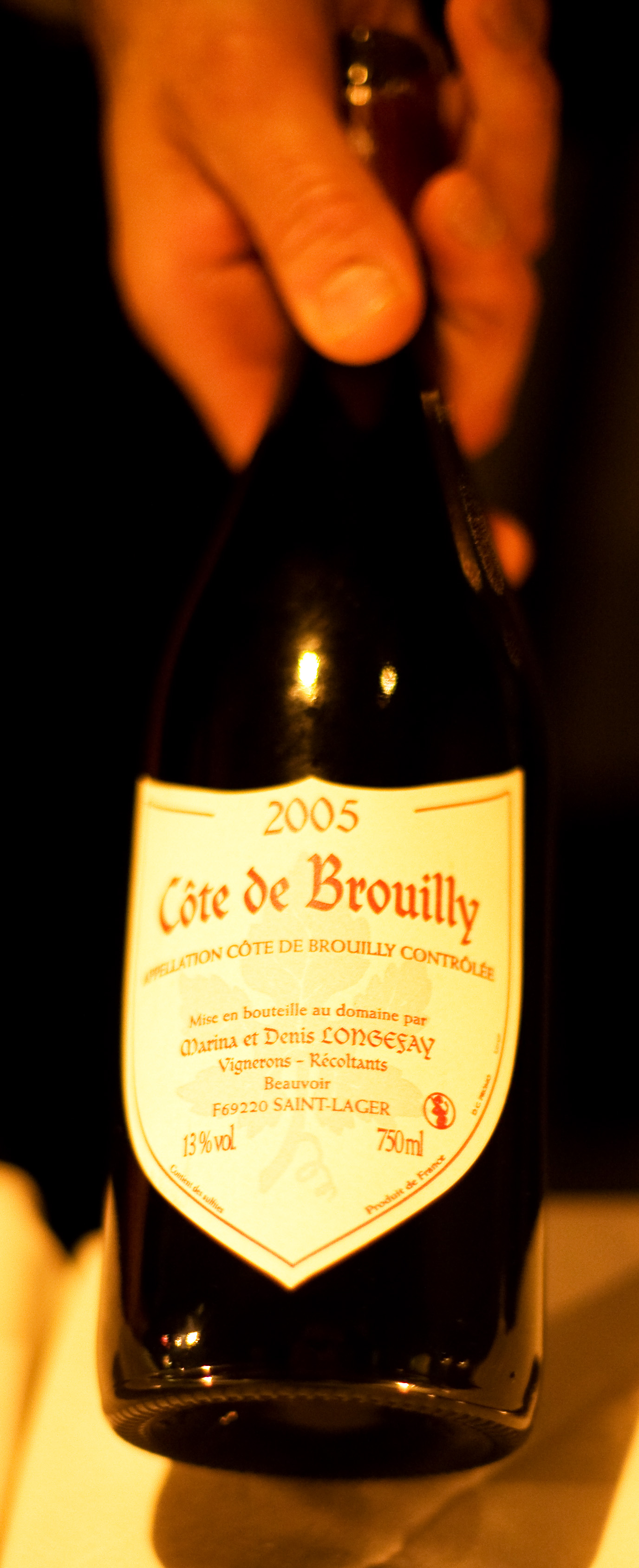
Côte de Brouilly葡萄酒.

薄酒萊葡萄酒（或常簡稱），是生產於法國勃艮第南部博若莱（Beaujolais）地區之葡萄酒。在多種薄酒萊葡萄酒之中，一種被稱為薄酒萊新酒（Beaujolais Primeur，但在法國以外地區較常使用Beaujolais Nouveau的名稱）的酒種，擁有壓倒性的產量與銷售量及強勢的行銷，因此常常被誤認為是唯一一種薄酒萊葡萄酒。

## 历史
博若莱葡萄酒是世界上最广泛饮用的红葡萄酒之一。该酒用佳美葡萄酿成，色泽宝石红，有清爽新鲜红色水果味。该地区分为三个级别，分别是薄若莱法定产区，薄若莱村庄级以及薄若莱特级田。南部所产葡萄酒简单地称为博若莱葡萄酒，北部某些地方所产葡萄酒称作博若莱村庄葡萄酒；通常色泽较深，醇度较高，令人们认为这种酒品質较高。北部有10个村庄特级田生产最佳的博若莱葡萄酒，其中大名鼎鼎的有：“风车磨坊”和“花田”。在20世紀后半叶博若莱葡萄酒的声誉迅速提高。在葡萄收获后不久饮用博若莱葡萄酒成为一种时尚，这种新酿造出来的酒叫博若莱新酒。到1990年代初期，所产的博若莱葡萄酒有一半以上是作为新酒而饮用的。博若莱葡萄酒，特别是博若莱新酒，常常在适当冰镇后饮用更佳。薄若莱新酒也分两个级别，分别是大区AOP和村庄级别。

## 特色
薄酒萊葡萄酒特色在於它是法國境內唯一一個使用佳美葡萄（Gamay，全名應稱為，白汁黑佳美葡萄）為原料酿造葡萄酒的產區，使用特殊的二氧化碳浸渍法（Macération carbonique，部分酒區使用改良的半二氧化碳浸渍）發酵，並且不經橡木桶陳年或只短暫钢桶中陳年之後就裝瓶發售。基本上，使用這種作法的葡萄酒單寧含量少，口味上較為新鲜、果香重，常常被形容帶有梨子糖（Pear Drop）的味道，但缺點是對於習慣正統陳年葡萄酒口味的人來說，太過年輕的薄酒萊葡萄酒欠缺人們對於葡萄酒所期待的醇厚口感。对于一些年轻的新秀饮者，却是不错的选择。同时因为她的新鲜特质，也是少数适合冰镇饮用的红葡萄酒。与食物的搭配也具有多样性。

## 產區
在薄酒萊地區生產的葡萄酒，分別屬於十二個法定產區（Appellation d'Origine Contrôlée, AOC），包括薄若莱大区，村庄级及10个特级田产区。而平时所说的薄若莱新酒则是另一个分枝概念，分别有大区和村庄级两个级别。而其中最值得推崇的可以陈年的十個村庄命名的薄酒萊特级田（Beaujolais Crus）。
- 地區性（Regional）法定產區
  - 薄酒萊區（Appellation Beaujolais Contrôlée）
  - 薄酒萊新酒區（Appellation Beaujolais Primeur Contrôlée，或又稱為）
  - 薄酒萊村莊區（Appellation Beaujolais-Villages Contrôlée）
- 社區性（Communal）法定產區
  - 布依
  - 佘娜斯（Appellation Chénas Contrôlée）
  - 茜湖
  - 布依丘（Appellation Côte de Brouilly Contrôlée）
  - 花田
  - 茱丽安娜（Appellation Juliénas Contrôlée）
  - 摩根
  - 风车磨坊（Appellation Moulin à Vent Contrôlée）
  - 黑尼耶（Appellation Régnié Contrôlée）
  - 圣爱

## 薄酒萊新酒
雖然只是勃艮第境南一個產區，薄酒萊葡萄酒每年產量，足足有勃艮第其餘地區年產量兩倍半。除此之外，因大部分薄酒萊葡萄酒都是屬於未經過橡木桶封陳、單寧度低的所謂「新酒」產品，製造出來後不能久放，因此非常強調「當年產酒，當年飲用」。配合這樣特性，從1970年代起，逐漸出現一種薄酒萊葡萄酒慶典──每年11月第三個星期四，將當年9月11日之後下桶開始釀造、並在10月初製作完成的葡萄酒桶打開，開始暢飲。近年薄酒萊新酒透過行銷推廣到全世界，但仍然大致遵循此傳統，規定已經裝瓶運抵銷售地的產品，禁止在這日期之前提早上市，而變成一種話題。
一般來說薄酒萊新酒的保存期限很短，依照保存環境的差異，頂多只能存放到隔年初就該喝光。但随着一些酒庄酿酒师的技术发展以及气候对葡萄成熟度的影响，部分酒庄的新酒已经具备不错的存放能力。位于薄若莱中心地带的一家酒庄采用百年老藤酿造新酒，大大提高了新酒的厚重度和存放能力。薄酒萊村莊區產出的新酒因為製造時發酵時間稍長，因此可以存放久一些，至於薄酒萊特级田產品則依照不同的製作方式，有部份的酒款可以像一般葡萄酒一样進行長時間陳年存放。

## 外部連結
- 法國薄酒萊地區官方網站（法文，英文，德文版） （页面存档备份，存于）
- 法国葡萄酒年份表 （页面存档备份，存于）-包括博若莱
- 博若莱-介绍
- 博若莱美食和葡萄酒配对 （页面存档备份，存于）
- 葡萄酒地区地图